# SMS Helgoland (1867)
La SMS Helgoland è stata una corvetta a propulsione mista vela-vapore della k.u.k. Kriegsmarine in servizio attivo tra il 1869 e il 1895.

## Storia
La costruzione della corvetta lignea SMS Helgoland, su progetto dell'ingegnere Josef Romanko, fu ordinata presso il Cantiere dell'Isola degli Ulivi, Pola e l'unità fu impostata il 17 settembre 1866, varata il 23 dicembre 1867, completata il 3 aprile 1869 ed entrando in servizio effettivo nella k.u.k. Kriegsmarine il 12 dello stesso mese.

## Descrizione tecnica
La SMS Helgoland era una corvetta di costruzione mista che dislocava 2.019 tonnellate a pieno carico, era lunga 74,28 m fuori tutto, larga 11,38 m, e con un pescaggio di 5,37 m.  L'apparato propulsivo si basava su una macchina a 2 cilindri orizzontali STT Fiume e 4 caldaie che erogavano una potenza massima di 1.842 hp. Esso muoveva un'elica bipala Griffith del diametro di 4,27 m. La superficie velica, ripartita su tre alberi a vele quadre più bompresso e randa, raggiungeva i 1.945 m². La velocità massima raggiungibile era pari a 10,62 nodi. L'armamento iniziale si basava su 2 cannoni ad avancarica Armstrong da 180 mm, 4 cannoni ad avancarica da 80 mm su rotaie e 1 cannone da 3 libbre sulla lancia. Esso fu modificato nel 1876 con l'installazione di 2 pezzi Krupp da 150 mm e 1 cannoni Uchatius da 70 mm.

## Impiego operativo
La corvetta Helgoland compì nell'estate del 1867 la Helgoland, dopo una breve crociera addestrativa fra le isole del mar Egeo, e nell'estate del 1867 si recò a Costantinopoli per accompagnare l'Imperatore Francesco Giuseppe I durante il suo viaggio in Oriente, compiuto a bordo del panfilo turco Sultanie, visitando Beirut, Porto Said, e Alessandria d'Egitto.
Nel giugno del 1870 venne sostituito l'armamento principale e poco tempo dopo la corvetta salpò per una crociera che toccò dapprima le isole greche del mare Adriatico e poi Cagliari e Marsiglia. Riparati danni subiti durante una tempesta, nell'aprile 1871 ripartì per arrivare a Barcellona, visitando sulla via del rientro Napoli.
Nel 1872, dopo aver effettuato lavori di trasformazione sul ponte, nel mese di novembre salpò con a bordo i Cadetti di Marina del quarto anno, per raggiungere l'America del Nord. Verso la fine del mese di marzo arrivò a Kingston, in Giamaica, toccando poi Cuba e infine, nel mese di maggio arrivò a New York da dove ripartì per Gibilterra riattraversando l'Oceano Atlantico.  Arrivata a Gibilterra ricevette l'ordine di recarsi subito nel porto spagnolo di Cadice, dove era scoppiata una rivolta, al fine di difendere i cittadini dell'Impero austro-ungarico che risiedevano in quella città. Ritornò a Pola il 29 agosto 1873, e le fu sostituita l'elica, fatto che aumentò la velocità della nave a 12 nodi.
L'11 novembre la "Helgoland", dopo avere preso a bordo i Cadetti di Marina del nuovo contingente, partì per una crociera addestrativa in Africa. La corvetta raggiunse Porto Said e poi Aden, e il 14 gennaio 1874 arrivò a Zanzibar dove prestò soccorso del veliero francese Bernicia che si era arenato sulla barriera corallina. Per questo fatto il comandante della Helgoland ricevette in dono dal Sultano di Zanzibar una antica spada turca che era appartenuta ai suoi avi. Una volta ripartita raggiunse Nossi Be, in Madagascar, poi le isole Mauritius dove si guastò l'apparato per la distillazione dell'acqua potabile. Imbarcata una scorta d'acqua per settanta giorni in recipienti di fortuna, la corvetta fece rotta per Ponta Delgada, ma incappata in una forte tempesta si ruppe il timone e la nave dovette essere trainata in porto dal piroscafo Trinacria. La riparazione del guasto richiese quattro mesi, e poi l'unità salpò per Gibilterra, e quindi raggiunse Pola il 7 maggio, dopo aver percorso 24.699 miglia marine.
Nel 1876 venne cambiato l'armamento principale, e altri lavori di raddobbo furono eseguiti nel 1877. Nell'ottobre 1878 la Helgoland partì per eseguire una nuova missione addestrativa dei Cadetti di Marina nel Mar Mediterraneo, toccando i porti di Malta, Cagliari, Tolone e Cadice, dove appena arrivata ricevette l'ordine di ritornare a Pola per essere preparata per una nuova missione a lungo raggio. La corvetta doveva raggiungere l'Australia  in occasione dell'Esposizione Universale di Melbourne. Una volta partita la corvetta fece sosta nei porti di Singapore e poi Batavia, e dopo aver superato una grave tempesta raggiunse Sydney il 21 agosto 1879. Nel novembre arrivò ad Auckland, in Nuova Zelanda, ritornando verso la fine del gennaio 1880 a Singapore e rientrando quindi a Pola il 2 aprile dello stesso anno.
Messa in disarmo, vi rimase fino all'estate del 1884 quando ritornò in servizio attivo per eseguire una missione di carattere sia commerciale che scientifica nell'Africa occidentale. La Helgoland toccò Tangeri, Tenerife, Freetown (Sierra Leone), Monrovia, Lagos e Dakar, ancorandosi nella rada di Pola il 26 aprile 1885 con a bordo le numerosissime fotografie scattate durante il viaggio. Fu l'ultima missione della nave in quanto lo scafo iniziava a deformarsi in modo irreparabile. Nel 1890 vennero smontate sia le caldaie che apparato motore, e l'unità fu destinata dapprima al compito di nave alloggio e poi a quello di nave ufficio del Comando della Flottiglia Torpediniere. Radiata definitivamente nel corso del 1895, l'anno successivo fu trainata a riva per avviarne la demolizione che terminò nel 1897.

### Annotazioni
1. ↑  In tedesco per i nomi delle navi, "SMS" significa Seiner Majestät Schiff ("Nave di Sua Maestà").
2. ↑  Prima nave della k.u.k. Kriegsmarine ad essere chiamata con il nome dell'isola del Mare del Nord nei pressi della quale si era svolta nel 1864 la vittoriosa battaglia tra la flotta austro-prussiana, guidata dall'allora contrammiraglio Wilhelm von Tegetthoff, e la flotta danese. Ad essa seguì nel 1914  un incrociatore leggero varato nel cantiere navale di Fiume.
3. ↑  Durante la sosta nella città americana si verificò la diserzione del cadetto Hugo von Scheda.
4. ↑  Durante tale tempesta un marinaio membro dell'equipaggio fu trascinato fuori bordo.

### Fonti
1. 1 2  Gogg 1974, p. 29.
2. 1 2 3 4 5 6 7 8 9 10 11 12 13 14 15 16 17 18 19 20 21  kuk Kriegsmarine.
3. 1 2 3 4 5 6  Gogg 1974, p. 46.
4. 1 2 3  Chesneau, Kolesni 1979, p. 276.
5. 1 2 3  Gogg 1974, p. 28.